# Болезнь Менетрие
Болезнь Мене́трие (хронический гипертрофический полиаденоматозный гастрит) — заболевание, характеризующееся значительным переразвитием слизистой оболочки желудка с последующим развитием в ней аденом и кист.

## Этиология и патогенез
Этиологические факторы и механизм развития болезни Менетрие недостаточно изучены. Предполагают, что причинами изменения слизистой оболочки желудка могут быть хронические интоксикации (алкоголь, свинец), погрешности питания, гиповитаминоз, инфекционные заболевания (вирусный гепатит, дизентерия, брюшной тиф), нарушения обмена веществ, нейрогенные и наследственные факторы, курение. Особое место в развитии заболевания отводят повышенной чувствительности организма к пищевым аллергенам, что приводит к повышению проницаемости слизистой оболочки желудка. Не исключено, что заболевание является следствием аномалий развития, воспалительного процесса в слизистой оболочке желудка или проявляется как вариант опухоли доброкачественного характера.

## Патанатомия
Макроскопическое исследование позволяет выявить характерное утолщение складок слизистой оболочки желудка, высота которых составляет не менее 2—3 см. Изменения слизистой оболочки, более всего выраженные в области большой кривизны желудка, чаще всего бывают распространенными (в некоторых случаях — ограниченными). При микроскопическом исследовании отмечаются отёк и уменьшение количества главных и обкладочных клеток, часть которых замещается слизеобразующими клетками. Слизеобразующие клетки увеличены в размерах, секреция слизи повышена. Это способствует увеличению желудочных желёз (некоторые из них проникают в мышечный слой) с последующим превращением их в кисты.

## Клиническая картина
Болезнь Менетрие чаще всего регистрируется в возрасте 30—50 лет (соотношение мужчин и женщин составляет 3:1), но может встречаться и в детском возрасте. Заболевание в большинстве случаев развивается постепенно, но иногда регистрируется острое начало. Наиболее частыми симптомами являются боли в животе, значительная потеря массы тела, рвота, жидкий стул, повторные желудочные кровотечения. Боли появляются после приема пищи, сопровождаются чувством распирания и тяжести в животе и локализуются в подложечной области. У некоторых больных на высоте приступа боли появляется сначала рвота, а затем диарея. Аппетит снижен. Больные могут терять до 10—20 кг веса. Нарушение секреции желудочного сока (снижение выработки соляной кислоты, потеря белка с желудочным соком вследствие повышения проницаемости слизистой оболочки желудка) и значительное снижение аппетита способствуют развитию периферических отёков. Желудочные кровотечения у большинства больных необильные и в редких случаях могут стать причиной выраженной анемии. В крови отмечается умеренное снижение количества эритроцитов и гемоглобина, нейтрофильных лейкоцитов; количество тромбоцитов и СОЭ соответствуют возрастным показателям. В настоящее время при болезни Менетрие в зависимости от выраженности симптомов заболевания различают три варианта течения — диспептический, псевдоопухолевый и бессимптомный.
Возможно длительное течение болезни Менетрие с периодами продолжительной ремиссии. У некоторых больных наблюдается постепенное (в течение многих лет) стихание клинических проявлений заболевания с последующей трансформацией заболевания в хронический атрофический гастрит. Не исключается возможность того, что болезнь Менетрие является предраковым состоянием.

## Диагностика и дифдиагностика
Диагноз «болезнь Менетрие» ставят на основании данных обследования пациента, полученных при постоянном наблюдении, и результатов дополнительных методов исследования (рентгенологическое, эндоскопическое, прицельная биопсия).
Рентгенологическое исследование позволяет выявить характерные для болезни Менетрие изменения. Различают распространенную и ограниченную формы аномалии. При ограниченной форме болезни Менетрие обнаруживают скопление толстых извилистых складок, которые значительно выступают в просвет желудка и представляют собой дефект наполнения неправильной формы, состоящий из «подушкообразных» образований. Типичной локализацией скопления складок при данном заболевании является большая кривизна напротив угла желудка. При распространенной форме подобные изменения слизистой оболочки желудка определяются на большом протяжении с преобладанием в своде, теле и синусе желудка. При этом в антральном отделе выявляют нормальные складки. Расположение складок при ограниченной и распространенной формах сохраняет определенный порядок. Стенки желудка сохраняют эластичность, перистальтика регистрируется как по малой, так и по большой кривизне.
Важное значение в диагностике болезни Менетрие имеет эндоскопическое исследование. Эндоскопическая картина при данном заболевании характеризуется наличием в теле желудка по большой кривизне резко утолщенных складок слизистой оболочки, которые имеют вид «мозговых извилин» или «булыжной мостовой». Складки в большинстве случаев бледные и отечные, иногда кровенаполненные, на верхушках складок могут быть многочисленные эрозии. Методика дозированного раздувания желудка воздухом при эндоскопическом исследовании позволяет выявить гигантские складки, которые не расправляются при давлении в желудке более 15 мм рт. ст. С помощью метода аспирационной биопсии осуществляют забор больших участков слизистой оболочки для тканевого исследования. Тканевое исследование подтверждает наличие увеличенных желудочных желез и кист.
Болезнь Менетрие следует дифференцировать от гипертрофического гастрита, полипов желудка и распространенного семейного полипоза желудочно-кишечного тракта (синдром Пейтца-Турена-Егерса, синдром Кронкхайта-Канада), синдрома Золлингера-Эллисона, поражений желудка при туберкулёзе и сифилисе, доброкачественных и злокачественных опухолях желудка. Наибольшую трудность представляет дифференциальная диагностика болезни Менетрие от рака желудка. В сомнительных случаях рекомендуется повторное обследование больного через 1—1,5 месяца или немедленное проведение пробной лапаротомии, чтобы не пропустить злокачественный процесс.

## Лечение
При болезни Менетрие применяют консервативные и оперативные методы лечения. Консервативная терапия включает механически и термически щадящую диету с повышенным содержанием белкового компонента, применение обволакивающих и вяжущих препаратов. По показаниям рекомендована заместительная терапия: натуральный желудочный сок, плантаглюцид, абомин, 1%-ный раствор соляной кислоты с пепсином, полизим, мексазе, панзинорм. Улучшение общего состояния пациента и уменьшение потерь белка отмечается при использовании антихолинергических препаратов в возрастных дозировках. Все больные должны находиться на диспансерном учете и два раза в год проходить контрольное рентгенологическое и эндоскопическое обследование. При отсутствии эффекта от консервативного лечения, наличии осложнений (упорный болевой синдром, отеки, повторные желудочные кровотечения), невозможности исключить злокачественное новообразование осуществляют полную или частичную гастрэктомию с последующим тканевым исследованием.